# Nishikawa Joken
Pour les articles homonymes, voir Nishikawa (homonymie).
Nishikawa Joken est un nom japonais traditionnel ; le nom de famille (ou le nom d'école), Nishikawa, précède donc le prénom (ou le nom d'artiste).
Nishikawa Joken (西川 如見, 1648 - 9 novembre 1724) est un astronome japonais de l'époque d'Edo et auteur du texte encyclopédique Ka'i tsūshō kō (« Réflexions sur le commerce et la communication avec le civilisé et le barbare »).

## Source de la traduction
- (en) Cet article est partiellement ou en totalité issu de l’article de Wikipédia en anglais intitulé « Nishikawa Joken » (voir la liste des auteurs).